# Parasphallenum fulguratum
Parasphallenum fulguratum là một loài bọ cánh cứng trong họ Cerambycidae.